# Amerika bomber (Dent d'ours)
Pour les articles homonymes, voir Amerika Bomber.
Amerika Bomber est le quatrième tome de la série de bande dessinée Dent d'ours produite par Yann (scénario) et Alain Henriet (dessin). L'album est prépublié dans Spirou et sort aux éditions Dupuis le 20 mai 2016.

## Personnages
- Hanna
- Werner
- Colonel Donovan (dit « Wild Bill ») : dirigeant de l'Office of Strategic Services (OSS)
- Adolf Galland : officier général de la Luftwaffe et amoureux d'Hanna
- Hans Kammler : officier général de la SS responsable du projet Silbervogel
- Erich von Holst : biologiste et chercheur sur le décollage et atterrissage vertical
- Eugen Sänger : ingénieur aéronautique, créateur du Silbervogel en collaboration avec Irène Bredt
- Irène Bredt : mathématicienne et physicienne, créatrice du Silbervogel en collaboration avec Eugen Sänger
- Joseph Staline : dirigeant de l'URSS
- Vassili Djougachvili : fils de Staline
- Colonel Roman Sourjénko : chef des commandos du SMERSH (services spéciaux du contre-espionnage soviétique)

## Publication
Quatrième tome de la série Dent d'ours, Amika bomber est prépublié dans Spirou à partir du 13 avril 2016 (no 4070). L'album est ensuite publié le 20 mai suivant aux éditions Dupuis.